# Mario Monti
Mario Monti, italijanski politik, ekonomist in akademik, * 19. marec 1943, Varese, Lombardija.